# ميكايلا هوفر
ميكايلا هوفر (بالإنجليزية: Mikaela Hoover)‏ (ولدت في 12 يوليو 1984)  ممثلة أمريكية. بعد التخرج، قُبلت في برنامج المسرح بجامعة لويولا ماريماونت في لوس أنجلوس. بعد حصولها على درجة البكالوريوس في المسرح، حجزت مقعدًا في أول فيلم تقدمت فيه لاختبار الأداء، وهو فيلم "فرانك". ثم لعبت دور ماديسون في مسلسل "أخوات للأبد"، وحصلت على دور متكرر في مسلسل "نهايات سعيدة". ظهرت كضيفة شرف في العديد من المسلسلات الكوميدية الشهيرة، بما في ذلك "كيف قابلت أمك"، و"رجلان ونصف"، و"القديس جورج"، و"إدارة الغضب". لقد قامت بالعديد من المشاريع مع الكاتب والمخرج جيمس جان.

## نشأتها
وُلدت ميكايلا مهريزي هوفر في 12 يوليو في كولبير، واشنطن، وهي الأخت الكبرى بين أربعة أشقاء. ونشأت في كولبير، بدأت في تلقي دروس الرقص في سن الثانية، ولعبت دور البطولة في المسرحيات المدرسية وظهرت في الإعلانات التجارية المحلية عندما كانت طفلة. تم قبولها في برنامج المسرح بجامعة لويولا ماريماونت في لوس أنجلوس وتخرجت بدرجة البكالوريوس في المسرح.

## روابط خارجية
- ميكايلا هوفر على موقع IMDb (الإنجليزية)
- ميكايلا هوفر على موقع ألو سيني (الفرنسية)
- ميكايلا هوفر على موقع قاعدة بيانات الفيلم (الإنجليزية)